# Nenad Pralija
Nenad Pralija (Split, 11. prosinca 1970.), bivši hrvatski nogometaš.
Pralija je krenuo s nogometom u rodnom gradu, igrajući za RNK Split prije nego što je zaigrao za gradskog "starijeg brata". Prva sezona u Hajduku bila mu je ona legendarna 94./95. kada je Hajduk nastupao u Ligi prvaka. Pralija je tada bio autor pogotka protiv belgijskog Anderlechta, pogodivši krasnim volejem mrežu vratara de Wildea. Cijelu tu utakmicu 23-godišnji Pralija odigrao je kao lijevi bek, gdje prije toga nije nikada bio. Narednih je sezona bio sve bolji, dok nogometnu 1996. nije završio kao najbolji strijelac kluba, sa 17 pogodaka u 26 utakmica. Svoje prve dvije sezone u Hajduku okitio je naslovom hajdučkog srca.
Nakon 3 sezone u Hajduku odlazi u španjolski Espanyol gdje isprva nastupa redovito, no s vremenom sve manje i manje. Uslijedila je još jedna, ovaj put manje uspješna, sezona u Hajduku nakon koje igra godinu u Reggini. Nakon toga uslijedilo je drugo najbolje razdoblje njegove karijere.
Tri godine zajedno s Đovanijem Rosom igra u redovima izraelskog Maccabija iz Haife. Osvaja 2 naslova prvaka države, a sezone 2002./03. nastupa opet u Ligi prvaka. Ovog puta nije zabilježio uspjeh kao s Hajdukom, ali se opet upisao među strijelce ( protiv Bayera u Leverkusenu ). U tom vremenu stekao je reputaciju jednog od najboljih Maccabijevih igrača zadnjeg desetljeća.
Nakon toga vratio se konačno po završetku karijere u Hajduk. Do dolaska Nike Kranjčara i povratka Ivana Leke redovito je bilježio nastupe jedno vrijeme bio i kapetan, ali nakon toga sve rjeđe uz neuvjerljivu igru. Na kraju prve polusezone 05./06. tiho je napustio momčad, te otišao u niželigaša HNK Trogir gdje nakon 6 mjeseci preuzima funkciju sportskog direktora. Kao sportski direktor dovodi klub do 2. lige, ali nakon toga daje ostavku.
U reprezentaciji je nastupio 11 puta, postigavši 1 pogodak (Češkoj na turniru u Maroku). Prema njegovim riječima, rodio se u krivu vrijeme jer je pored Bobana, Prosinečkog i Asanovića bilo nemoguće doći do mjesta u momčadi.
Statistika u Hajduku
| Natjecanje        | Nastupi | Zgoditci |
| ----------------- | ------- | -------- |
| Prvenstvo         | 139     | 40       |
| Kup               | 25      | 3        |
| Superkup          | 5       | 1        |
| Međunarodne       | 20      | 1        |
| Splitski podsavez | 0       | 0        |
| Ukupno            | 189     | 45       |
| Prijateljske      | 76      | 33       |
| Sveukupno         | 265     | 78       |